# Nagapur
Nagapur es una ciudad censal situada en el distrito de Ahmednagar en el estado de Maharashtra (India). Su población es de 11790 habitantes (2011). 

## Demografía
Según el censo de 2011 la población de Nagapur era de 11790 habitantes, de los cuales 6359 eran hombres y 5431 eran mujeres. Nagapur tiene una tasa media de alfabetización del 92,86%, superiora la media estatal del 82,34%: la alfabetización masculina es del 95,70%, y la alfabetización femenina del 89,58%.